# Província de Santander

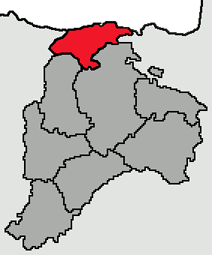
Província de Santander na antiga região de Castilla la Vieja.

A Província de Santander foi uma antiga província espanhola, pertencente à região de Castilla la Vieja, com capital em Santander.
Hoje constitui a comunidade autônoma monoprovincial da Cantábria, tendo sido renomeada em 1982.